# Zhang Bing
Zhang Bing, né le 6 janvier 1969, est un tireur sportif chinois. 

## Carrière
Zhang Bing participe aux Jeux olympiques de 1996 à Atlanta où il remporte la médaille de bronze en double trap.